# Carissa andamanensis
Carissa andamanensis, biljna vrsta iz porodice zimzelenovki. Otkrivena je i opisana 2018. godine. Endem je s Andamanskih otoka.